# Académie Suisse

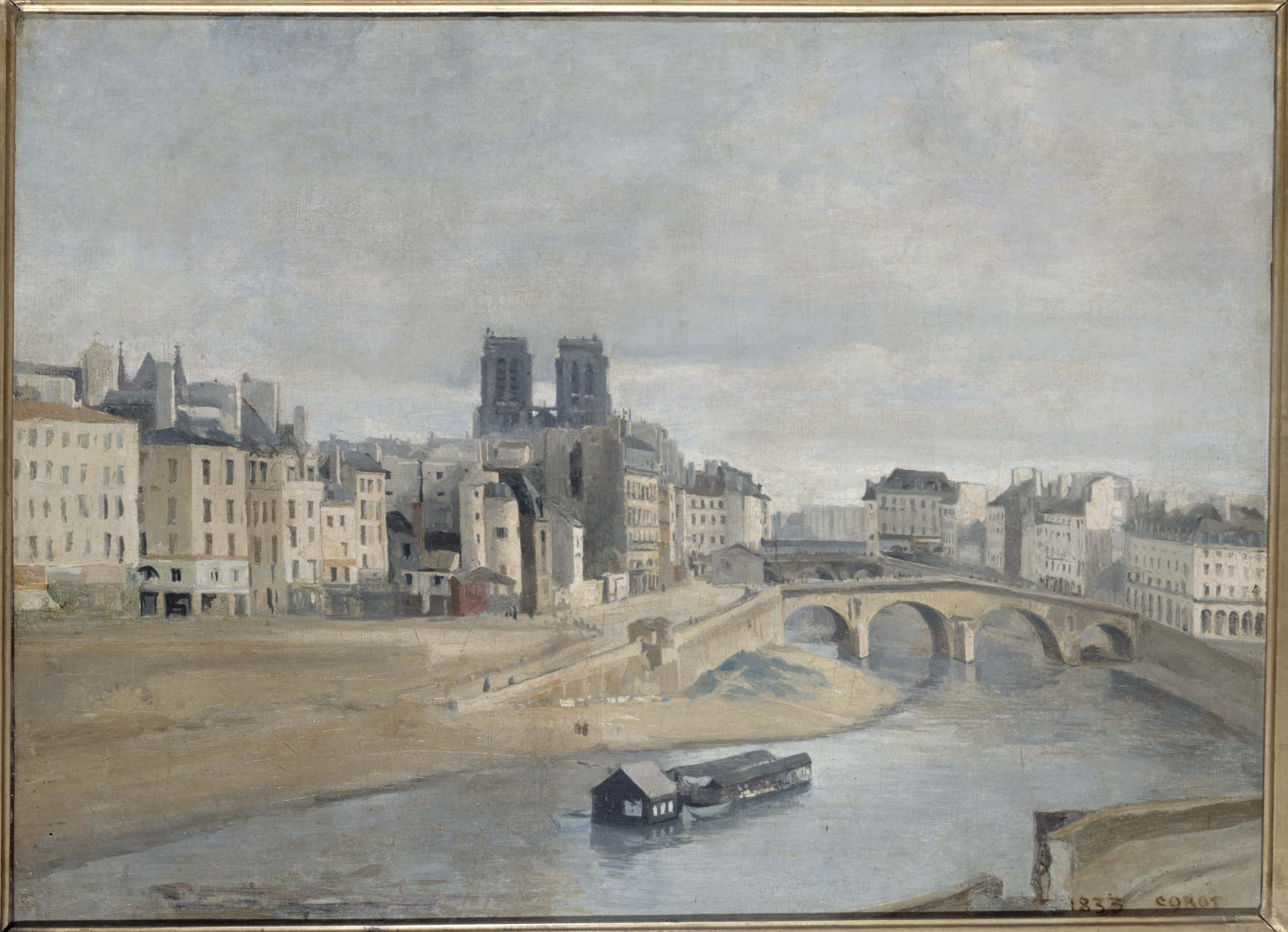
Jean-Baptiste Corot: Quai des Orfèvres und Pont Saint-Michel, 1833. Die Nummerierung des Quai des Orfèvres (links) begann am Pont Saint-Michel mit der Hausnummer 2 und endete am Pont-Neuf (im Vordergrund).

Die Académie Suisse war eine im Jahr 1815 von dem ehemaligen Modell Martin-François Suisse, genannt „Père Suisse“, in Paris gegründete öffentliche Einrichtung, die jungen Künstlern, die kein eigenes Modell bezahlen konnten, die Möglichkeit gab, sich mittels einer geringen Beteiligung an den Kosten in einem Gemeinschaftsatelier dem Aktstudium zu widmen.
Es handelte sich nicht um eine herkömmliche Malakademie, sondern um ein unabhängiges Atelier, das auf der Île de la Cité beim Pont Saint-Michel in einem heruntergekommenen Haus mit der Nummer 4 am Quai des Orfèvres eingerichtet worden war, in dem unter anderem ein stadtbekannter Zahnreißer seiner Tätigkeit nachging. Es wurde weder Kunstunterricht erteilt, noch wurden Prüfungen abgenommen oder die dort entstandenen Werke bewertet. Allein die kostengünstige Nutzung des Ateliers, dessen weiterer Vorteil in der Beschäftigung von Aktmodellen bestand, vor allem aber die Möglichkeit des Austauschs mit Gleichgesinnten, zogen viele später zu Ruhm gekommene Künstler in die Académie Suisse.
Ab Anfang der 1860er Jahre begegneten sich in diesem Atelier unter anderem Monet, Pissarro, Cézanne und Guillaumin. Diese Begegnungen waren für die Gründung der impressionistischen Bewegung bedeutungsvoll.

## Künstler der Académie Suisse
- Paul Huet (1803–1869), französischer Landschaftsmaler
- Philippe-Auguste Jeanron (1808–1861), französischer Maler, späterer Direktor der staatlichen Museen Frankreichs
- Honoré Daumier (1808–1879), französischer Maler, Bildhauer, Grafiker und Karikaturist
- Antoine-Augustin Préault (1809–1879), auch Auguste Préault genannt, französischer Bildhauer
- François-Louis Français (1814–1897), französischer Landschaftsmaler, Zeichner und Grafiker
- François Bonvin (1817–1887), französischer Genremaler des Realismus
- Gustave Courbet (1819–1877), französischer Maler des Realismus
- Camille Pissarro (1830–1903), französischer Impressionist
- Édouard Manet (1832–1883), französischer Maler
- Emile Auguste Carolus-Duran (1837–1917), französischer Maler, späterer Direktor der Académie de France à Rome
- Robert Wylie (1839–1877), US-amerikanischer Maler
- Paul Cézanne (1839–1906), französischer Postimpressionist
- Philippe Solari (1840–1906), französischer Bildhauer
- Claude Monet (1840–1926), französischer Impressionist
- Antoine Guillemet (1841–1918), französischer Landschaftsmaler
- Armand Guillaumin (1841–1927), französischer Impressionist
- Jacek Malczewski (1854–1929), polnischer Symbolist
- Maximilien Luce (1858–1941), französischer Maler des Spätimpressionismus
- Ernest Biéler (1863–1948), Schweizer Maler
- Sella Hasse (1878–1963), deutsche Malerin